# Numisnautik
Die Numisnautik (abgeleitet von Numismatik und Nautik) ist ein Teilgebiet der Münzkunde, das sich mit dem Sammeln von Münzen und anderen Prägungen mit Abbildungen von Schiffen oder Schifffahrtsmotiven beziehungsweise Abbildungen aus der Seefahrtsgeschichte beschäftigt.